# Jan Brouwer (beeldhouwer)

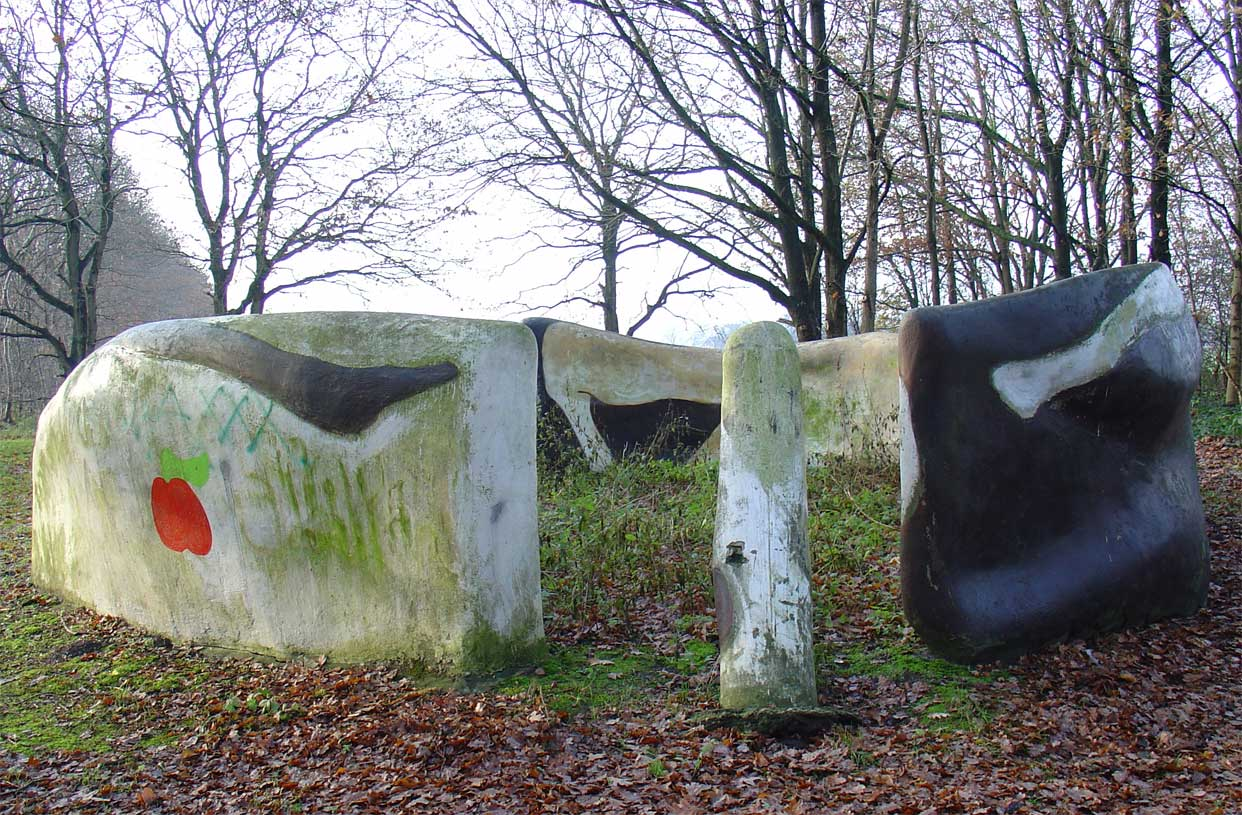
Fort Datema (of: Het huis van de zwarte vrouw en de witte man) van Jan Brouwer (1986)

Jan Brouwer  (Arnhem, 16 juli 1950) is een Nederlandse beeldhouwer en schilder.

## Leven en werk
Brouwer studeerde aan de Academie Minerva in Groningen. Samen met de eveneens in Arnhem geboren beeldend kunstenaar Bas Lugthart werkte hij samen in Nauja Produktie No.2. Van hun hand is het opvallende kunstwerk langs de Drentse Mondenweg in de Drentse gemeente Borger-Odoorn de gebroken lijn uit 1989.
In de gemeente Stadskanaal maakte Brouwer het Fort Datema (of: Het huis van de zwarte vrouw en de witte man  - zie afbeelding) langs het Oude Kerkpad tussen Veenhuizen en Onstwedde.